# Colossal Biosciences
Colossal Biosciences — американская биотехнологическая компания, которая работает над возрождением вымерших животных. В частности, додо (маврикийского дронта), сумчатого волка, шерстистого мамонта и гигантского моа.
Стартап планирует встраивать гены, полученные из найденных в мерзлоте образцов, в клетки индийских слонов и других ныне живущих животных. Кроме того, он занимается расширением биоразнообразия, восстановлением баланса экосистем и помощью животным.

## История
Colossal Biosciences основали в 2021 году серийный инвестор Бен Ламм и генетик Гарвардского университета Джордж Черч.
В январе 2025 года компания привлекла 200 млн инвестиций и увеличила свою оценку до 10,2 млрд. Первого мамонтёнка Colossal планирует представить к концу 2028 года.